# Geogenanthus ciliatus
Geogenanthus ciliatus là một loài thực vật có hoa trong họ Commelinaceae. Loài này được G.Brückn. mô tả khoa học đầu tiên năm 1931.